# (27241) Sunilpai
(27241) Sunilpai est un astéroïde de la ceinture principale d'astéroïdes.

## Description
(27241) Sunilpai est un astéroïde de la ceinture principale d'astéroïdes. Il fut découvert le 2 octobre 1999 à Socorro (Nouveau-Mexique) par le projet LINEAR. Il présente une orbite caractérisée par un demi-grand axe de 2,36 UA, une excentricité de 0,08 et une inclinaison de 6,6° par rapport à l'écliptique.

## Compléments